# Адлан е ле Вал де Битен
Адлан е ле Вал де Битен (фр. Adelans-et-le-Val-de-Bithaine) насеље је и општина у источној Француској у региону Франш-Конте, у департману Горња Саона која припада префектури Лир.
По подацима из 2011. године у општини је живело 311 становника, а густина насељености је износила 17,98 становника/km². Општина се простире на површини од 17,3 km². Налази се на средњој надморској висини од 387 метара (максималној 445 m, а минималној 292 m).

## Демографија
| 1962. | 1968. | 1975. | 1982. | 1990. | 1999. | 2011. |
| ----- | ----- | ----- | ----- | ----- | ----- | ----- |
| 214   | 200   | 183   | 219   | 285   | 251   | 311   |

График промене броја становника у току последњих година